# Omegitteok
Omegitteok  (오메기떡, omegitteok) é um tipo de tteok (bolo de arroz coreano) típico da ilha de Jeju, a maior ilha da península da Coreia.
De seu nome deriva omegisul, tradicional bebida alcoólica da ilha feita a partir dos tteoks fermentados.

## História
O omegitteok é originário da ilha de Jeju, na província de Jeju, na Coreia do Sul. A ilha, ao sul da península coreana, possui um clima mais ameno do que a região continental da nação. Poucos recursos de água doce, que causa dificuldades na irrigação de campos, e um solo menos fértil causado por atividade vulcânica proporcionaram um baixo número de plantações de arroz; outros alimentos, como milhete, batata-doce e trigo sarraceno, eram mais abundantes, e suas farinhas e outros derivados são comumente utilizados na culinária de Jeju.
Pela dificuldade em se plantar arroz e cevada, as colheitas tinham de ser estocadas por longos períodos de tempo; daí, portanto, a transformação dos estoques em farinhas. A farinha de arroz glutinoso é utilizada como base para o omegitteok tradicional, mas também pode-se usar milhete, batata e batata-doce.
Após serem cozidos, os tteoks podem ser servidos por si só ou utilizados na produção de omegisul. Para isso, a massa é misturada até se tornar uma pasta homogênea, à qual se adiciona água e fermento biológico. Depois da mistura se tornar menos viscosa, ela é colocada em jarros para fermentar por aproximadamente uma semana, dando origem ao omegisul.

## Descrição
Os omegitteoks são bolos feitos a partir de farinha glutinosa de arroz, recheados tipicamente com pasta doce de feijão vermelho ou farinha de soja, que são cozidos e posteriormente cobertos por pó de feijão-vermelho ou pasta de feijão amassado. Artemísia-coreana (Artemisia princeps) pode ser adicionada à farinha utilizada na confecção para dar gosto e uma coloração verde-escura aos tteoks.
Versões modernas da receita utilizam outros ingredientes no revestimento do bolo, como sementes de gergelim preto, farinha de soja, amendoins, sementes de abóbora e amêndoas, que também podem ser utilizadas no recheio.
Os bolinhos são apresentados em duas formas tradicionais: o tteok clássico, de formato arredondado; e em formato de rosquinha. Este último costuma ser coberto por farinha de arroz, em vez da típica cobertura de feijão.